# Christian Ranneries
Christian Feldbæk Ranneries, né le 5 mai 1988 à Næstved, est un coureur cycliste et directeur sportif danois.

## Palmarès sur piste

### Championnats du monde
- Apeldoorn 2011
  - 9e de la poursuite par équipes
- Melbourne 2012
  - 7e de la poursuite par équipes

### Coupe du monde
- 2011-2012
  - 3e de la poursuite par équipes à Cali

### Championnats nationaux
- 2006
  -  Champion du Danemark de poursuite juniors
  -  Champion du Danemark de poursuite par équipes juniors (avec Jesper Mørkøv, Rasmus Damm et Kristian Sobota)
  - 3e du championnat du Danemark de poursuite par équipes
- 2007
  - 3e du championnat du Danemark de poursuite par équipes
- 2008
  - 2e du championnat du Danemark de l'américaine
- 2009
  - 2e du championnat du Danemark du scratch
  - 2e du championnat du Danemark de course aux points
- 2010
  - 2e du championnat du Danemark de poursuite individuelle
  - 3e du championnat du Danemark du kilomètre
  - 3e du championnat du Danemark de l'omnium
  - 3e du championnat du Danemark de l'américaine
- 2011
  - 2e du championnat du Danemark du kilomètre

## Palmarès sur route
- 2011
  - 2e du championnat du Danemark du contre-la-montre par équipes